# Герцено
В Ярославской области есть село Герцино, которое иногда называют Герцено.
Герцено (каз. Герцен) — село в Карасуском районе Костанайской области Казахстана. Входит в состав Айдарлинского сельского округа. Находится примерно в 66 км к юго-западу от районного центра, посёлка Карасу. Код КАТО — 395231300.

## Население
В 1999 году население села составляло 501 человек (240 мужчин и 261 женщина). По данным переписи 2009 года, в селе проживало 316 человек (145 мужчин и 171 женщина).